# Jonas Arweiler
Jonas Arweiler (Püttlingen, 10 aprile 1997) è un calciatore tedesco, attaccante del Verl.

## Caratteristiche tecniche
È un'ala sinistra.

## Carriera

### Club
Cresciuto nelle giovanili del Borussia Dortmund, con la squadra riserve in Regionalliga ha messo a segno 5 reti in 41 presenze. Nell'estate del 2018 firma per l'Utrecht. Gioca per un anno e mezzo con la seconda squadra e il 23 febbraio 2020 al debutto in prima squadra segna il suo primo gol nella partita di Eredivisie vinta per 2-1 contro il Twente.

### Nazionale
Partecipa con la nazionale Under-20 tedesca al Campionato mondiale 2017 di categoria, disputando 3 partite e segnando una rete nel match perso 4-3 contro lo Zambia.